# チェイス・ザ・ドラゴン
『チェイス・ザ・ドラゴン』(Chase the Dragon)は、イングランドのハードロック・バンド、マグナムが1982年に発表した3作目のスタジオ・アルバム。

## 解説
新キーボーディストのマーク・スタンウェイを迎えて制作された。収録曲「Sacred Hour」は、クレジット上はトニー・クラーキンが作者となっているが、実際にはスタンウェイの妻がピアノで作ったフレーズが元になっているという。プロデュース及びエンジニアリングは、カンサス等の作品を手掛けたジェフ・グリックスマンによる。
本作よりロドニー・マシューズがマグナムのアルバム・ジャケットを描くようになった。2012年のインタビューによれば、マシューズはマグナムの初期の作品を気に入っており、トニー・クラーキンの手による歌詞を読んでマイケル・ムアコックからの影響を感じたことから、バンドの所属レーベルのジェット・レコードに、自分がムアコックにインスパイアされて描いた絵を送ったという。本作は当初『The Spirit』という仮タイトルが付いていたが、最終的には『Chase the Dragon』に変更された。
全英アルバムチャートでは7週チャート圏内に入って最高17位を記録し、バンド初のトップ20入りを果たした。
2005年にサンクチュアリ・レコードから発売されたリマスターCD(CMQCD1231)には、ボーナス・トラック8曲が追加された。

## 収録曲
全曲ともトニー・クラーキン作。
1. "Soldier of the Line" – 4:16
2. "On the Edge of the World" – 4:22
3. "The Spirit" – 4:17
4. "Sacred Hour" – 5:35
5. "Walking the Straight Line" – 4:53
6. "We All Play the Game" – 4:07
7. "The Teacher" – 3:21
8. "The Lights Burned Out" – 4:32

### 2005年リマスターCDボーナス・トラック
1. "Back to Earth" (Single A-Side) – 6:17
2. "Hold Back Your Love" (Single B-Side) – 4:24
3. "Soldier of the Line" (Live) – 3:55
4. "Sacred Hour" (Live) – 4:10
5. "Long Days, Black Nights" (Single B-Side) – 5:38
6. "The Lights Burned Out" (Original Version) – 3:13
7. "The Spirit" (Live) – 6:13
8. "Soldier of the Line" (Acoustic Version) – 5:10

## 参加ミュージシャン
- ボブ・カトレイ - ボーカル
- トニー・クラーキン - ギター、バッキング・ボーカル
- マーク・スタンウェイ - ピアノ、エレクトリックピアノ、ハープシコード、シンセサイザー、オルガン、クラビネット
- ウォリー・ロウ - ベース、バッキング・ボーカル
- ケックス・ゴーリン - ドラムス